# Pallavolo Sabini
Il Gruppo Sportivo Pallavolo "Giorgio Sabini", noto semplicemente come Pallavolo Sabini, è una società pallavolistica maschile italiana con sede a Castelferretti, frazione di Falconara Marittima.
La prima squadra della Sabini milita in Serie B nazionale ma vanta importanti trascorsi in categorie superiori, tra i quali spiccano tre stagioni giocate in Serie A2 a metà degli anni 80 del XX secolo.

## Storia

### Dalla nascita alla Serie B nazionale
Il Gruppo Sportivo "G. Sabini" nasce negli anni 60 del Novecento negli ambienti dell'oratorio parrocchiale di Castelferretti, popolosa frazione di Falconara Marittima, in provincia di Ancona.
Dopo l'inizio dell'attività sotto l'egida del Centro Sportivo Italiano, nel 1966 giunge l'affiliazione alla FIPAV e arrivano in maniera immediata anche i primi successi sportivi: alla prima partecipazione della sua storia la Sabini conquista il campionato di Promozione e si ripete anche l'anno successivo vincendo il torneo regionale di Serie D.
Dopo sette campionati consecutivi disputati in Serie C nazionale, nella stagione 1974-75 giunge per la Sabini la promozione in Serie B: proprio in occasione del salto di categoria si affaccia in prima squadra un giovane destinato a un futuro ricco di successi nell'ambito della pallavolo mondiale, ovvero Roberto Masciarelli.

### La Smalvic e l'approdo in Serie A2
L'arrivo della ditta Smalvic come sponsor principale permette alla Sabini di fare un ulteriore salto di qualità e di arrivare, in maniera forse anche inattesa, alla promozione in Serie A2. La prima stagione nel campionato cadetto (1982-83) vede la Sabini ben figurare e conquistare la salvezza grazie a una rosa composta essenzialmente da talenti locali, tra cui Masciarelli, Colella, Farinelli e Pulita, ai quali vengono affiancati Amadei e l'esperto argentino Carlos Enrique Wagenpfeil.
Non va altrettanto bene nel campionato successivo quando, a seguito di una serie di vicissitudini negative, tra cui alcune cessioni e le dimissioni dell'allenatore, i biancazzurri retrocedono in Serie B, destinati comunque a rimanerci una sola stagione. Nel 1984-85, infatti, la Sabini disputa nuovamente la Serie A2, affrontando però una nuova retrocessione e salutando in maniera definitiva il palcoscenico della Serie A.
Da allora le sorti della Sabini hanno visto la prima squadra biancazzurra disputare qualche campionato di Serie B1 e diversi tornei di Serie B2, rimanendo comunque una delle principali compagini della pallavolo marchigiana: tra il 2013 e il 2019 il sodalizio castelfrettese ha conquistato 13 titoli regionali giovanili, sfiorando in qualche occasione addirittura il titolo italiano. Dopo un decennio (tra il 2011 e il 2021) di partecipazione al campionato regionale di Serie C (con una parentesi in Serie D nella stagione 2016-2017), la prima squadra ha ottenuto una promozione che catapulta nuovamente la Sabini a livello Nazionale, la Serie B unica 2021-2022. 